# Bamboozled
Bamboozled è un film del 2000, scritto e diretto da Spike Lee.
Il titolo del film è tratto da un discorso di Malcolm X: «Vi hanno raggirati, fuorviati, imbrogliati» (la parola bamboozled significa infatti questo).
È il primo film di Spike Lee girato interamente in digitale.

## Trama
Pierre Delacroix (pseudonimo di Peerless Dothan) è un giovane autore televisivo afro-americano che lavora per la Cns, una rete televisiva che rifiuta puntualmente tutte le sue iniziative atte a proporre programmi intelligenti per un pubblico afroamericano. Il direttore della rete è Dunwitty, un uomo bianco sposato con una donna afroamericana che afferma di essere più nero di Pierre.
Stufo di tutti i rifiuti subiti, Pierre decide di far rinascere il minstrel show, ossia quegli spettacoli in voga nella seconda metà del XIX secolo in cui persone bianche si truccavano il volto di nero, apparendo come caricature razziste. Pierre spera che la trasmissione venga rifiutata, facilitando così il suo licenziamento.
Con sua somma sorpresa, il programma viene accettato, con il titolo Mantan's New Millennium Minstrel Show, quindi Pierre inizia a cercare i protagonisti. Offre così i ruoli a due artisti di strada, Manray e Womack. Quest'ultimo è sorpreso e sconvolto dalla proposta, mentre Manray ne è entusiasta. I due così vengono scritturati per il programma e iniziano le prove, fino alla prima televisiva. Pierre, ancora sconvolto che la sua idea sia stata accettata, si dice sicuro che il programma sarà un flop. Invece la trasmissione si trasforma in un enorme successo e Manray e Womack diventano delle star. Pierre cambia completamente opinione sul suo programma, e inizia a difenderlo definendolo satira. L'unica a non essere ancora d'accordo è Sloan, la sua assistente, che è inorridita dal fatto che Pierre abbia rispolverato un programma razzista.
Lo spettacolo di Pierre sale alla ribalta delle cronache, e arriva anche alle orecchie dei Mau Mau, un gruppo rap composto da sei ragazzi neri e un bianco che si dice nero come loro e si fa chiamare 1/16th Blak. Essi sono infuriati per il contenuto razzista e promettono una dimostrazione violenta.
Intanto il successo dello spettacolo continua e aumenta il protagonismo di Manray. Ciò è notato soprattutto dall'amico Womack, che rinuncia così allo show. Inoltre Manray inizia a frequentare Sloan, e la cosa non garba a Pierre, innamorato di lei. Questi arriva perfino a dire a Manray che Sloan, per ottenere il lavoro, ha fatto sesso con lui.
Sloan inizia a collezionare cimeli, manifesti, film e fotografie dell'epoca dei minstrel, per dimostrare a Pierre quanto fossero razzisti e denigratori verso gli afroamericani questi spettacoli, ma Pierre rifiuta di guardare tutto questo. Manray, stufo della situazione e capito di essere sfruttato, decide di non dipingersi più la faccia di nero. Inizia l'ennesima puntata dello show, ma lui si mostra al pubblico con il suo vero volto. Il pubblico e i dirigenti della rete si rivoltano contro di lui, e Pierre è costretto a licenziarlo.
Uscito dallo studio, Manray viene rapito dai Mau Mau. Portatolo in un posto segreto, il gruppo annuncia un'esecuzione in diretta via internet, su una webcam, per contestare il razzismo del programma. La polizia tenta di rintracciare da dove provenga la trasmissione, ma Manray viene ucciso prima della scoperta del covo. Dopo l'omicidio, i Mau Mau tentano la fuga, ma vengono eliminati dai poliziotti accorsi, tranne 1/16th Blak, che viene soltanto arrestato nonostante continui ad asserire di essere nero come gli altri.
Sconvolta e furiosa, Sloan si reca da un perplesso Pierre, chiedendogli di vedere la videocassetta che ha preparato sui minstrel show. All'ennesimo rifiuto di Pierre, Sloan lo minaccia con una pistola. Ormai esasperata, gli spara e lo ferisce allo stomaco, quindi fugge. Ferito, Pierre finalmente infila la videocassetta nel videoregistratore e guarda il nastro mentre muore.
Il film si conclude con un montaggio di sequenze tratte da reali minstrel e da film che denigrano gli afroamericani.

## Riconoscimenti
- 2000 
  - Freedom for Expression Award del National Board of Review, USA
- 2023
  - è stato selezionato per la conservazione nel National Film Registry degli Stati Uniti dalla Biblioteca del Congresso come "culturalmente, storicamente o esteticamente significativo".

## Produzione
L'idea di Bambooozled era nella mente di Spike Lee presente dal 1980, anno in cui girò un cortometraggio intitolato The Answer, che narrava di un regista afroamericano a cui venivano offerti 50000 $ per girare un remake di La nascita di una nazione. Nel corto, Lee inserì alcune delle immagini più razziste del film di David Wark Griffith. «Il protagonista di The Answer e Pierre Delacroix si somigliano molto. E anche in Bamboozled ho inserito scene da La nascita di una nazione», disse Spike Lee.
Scrivendo la sceneggiatura, Spike Lee affrontò la rappresentazione degli afroamericani nella cultura popolare statunitense. «L'immagine degli afroamericani è stata sabotata. Basta pensare ad Al Jolson, all'avanspettacolo dei cosiddetti minstral», asserì il regista.
Il film inizia con Pierre Delacroix che si rivolge direttamente alla macchina da presa e comunica agli spettatori che quella che vedranno è una satira. «Volevo che fosse chiaro fin da principio che il film è una satira. E ciononostante alcuni sono riusciti comunque ad equivocare», disse Lee.
La natura del copione e i precedenti risultati al botteghino dei film di Spike Lee complicarono l'ottenimento del budget. Il produttore Joe Kilik propose così a Lee di girare il film in digitale, come fatto dal regista danese Lars von Trier. Lee chiamò così Ellen Kuras, direttore della fotografia, e gli propose di girare tutto il film con l'ausilio di telecamere digitali. La Kuras non fu entusiasta della proposta, poiché era abituata a girare in pellicola, ma quando Lee chiarì che una minima parte del film sarebbe stata girata in pellicola, la Kuras accettò. Così la parte dedicata al Mantan's New Millennium Minstrel Show fu girata in 16 mm, per distinguere le sequenze dello show dal resto del film.
Per le ricerche sul film, Lee acquistò molti cimeli dell'epoca dei minstrel. «È un modo per ricordarmi di come ci vedevano, e di come ci vedono ancora oggi, a dispetto di quanto è cambiato», disse il regista.

### Cast
Una delle prime attrici scelte da Spike Lee fu Jada Pinkett Smith, che tornò ad interpretare un film dopo aver avuto due bambini da Will Smith. «Non ero ancora pronta per tornare al lavoro, ma l'ho fatto per Spike Lee. Nessuno riesce a dire no a lui...», asserì l'attrice. In un primo momento, Pierre doveva essere interpretato proprio da Will Smith, marito della Pinkett Smith, ma questi scelse di interpretare La leggenda di Bagger Vance, di Robert Redford, quindi il ruolo fu interpretato da Damon Wayans, fratello di Keenen Ivory Wayans, il creatore della serie Scary Movie.
Per il ruolo degli attori del Mantan's Show, Lee scelse Savion Glover e Tommy Davidson. Il primo è un vero ballerino, mentre Davidson è un comico di cabaret.
Durante le prove, Lee e Wayans decisero di dare a Pierre un accento britannico, come se fosse un bianco. «Il grande problema di Pierre Delacroix è la schizofrenia, che in certa misura affligge tutti gli afroamericani. E lo si vede quando suo padre gli dice: 'Cazzone, quell'accento dove l'hai preso? Sei mio figlio, cazzone. Non venire a parlare qui con me con quell'accento del cazzo'», disse il regista.
Il ruolo di Dunwitty, il capo di Pierre, fu affidato a Michael Rapaport, e Lee gli mise in bocca dichiarazioni di appartenenza alla razza afroamericana. Con autoironia, il regista inserì anche un dialogo in cui Dunwitty sbotta: «Spike Lee può baciarmi il culo! Aveva ragione Tarantino!», riguardo all'uso del termine negro». Effettivamente nel film la frase incriminata è ripetuta molte volte, tanto da far dichiarare a Samuel L. Jackson: «L'impressione dei primi quindici minuti del film è che Spike abbia deciso di superare chiunque altro nella frequenza con cui fa dire la parola 'negro' a un personaggio».
Per interpretare il gruppo dei Mau Mau, Spike Lee chiamò dei veri esponenti della cultura hip hop, come Mos Def, Canibus, Dj Scratch, Charli Baltimore, muMs da Schemer e Mc Search.
A un certo punto del film, il successo del Mantan's New Millennium Minstrel Show è tale che lo vede persino l'allora Presidente degli Stati Uniti d'America, Bill Clinton. «Avevamo trovato un filmato d'archivio nel quale il presidente Clinton guardava la tv, e dato che lui è un personaggio pubblico l'abbiamo usato», spiegò Lee.

### Riprese
Il budget del film fu di 10 milioni di dollari.
Per effettuare le riprese del film, Lee usò undici videocamere, posizionate in vari punti del set. L'alto numero di materiale girato in digitale portò ad eliminare molte scene durante il montaggio. Secondo il montatore del film, Sam Pollard, Lee in sala montaggio si dimostrò nervoso, tanto da far montare una scena a Barry Alexander Brown, suo vecchio montatore.

## Accoglienza
Bamboozled uscì negli Stati Uniti il 6 ottobre 2000, incassando complessivamente 2274979 $  e risultando uno dei flop più brucianti nella carriera del regista afroamericano. Il film comunque si rifece ampiamente nel mercato dell'home video, risultando il film di Lee che ha riscosso più successo in DVD.
Spike Lee accusò dell'insuccesso la New Line Cinema, che distribuì il film negli Stati Uniti. «Non hanno creduto nel mio film e quindi non hanno aggiunto nessun investimento a quello iniziale», disse il regista.

### Critiche
Le recensioni del film furono per la maggior parte negative e ciò fu motivo di grande rammarico per Spike Lee. «Il film è stato equivocato: qualcuno ha pensato che parlasse solo degli afroamericani, ma Bamboozled parla della disumanizzazione e del degrado generato dalla televisione e dal cinema», commentò il regista.

## Colonna sonora
La colonna sonora del film è composta dai seguenti brani:
1. Misrepresented People (Stevie Wonder)
2. Some Years Ago (Stevie Wonder)
3. 2045 Radical Man (Prince)
4. One Night (Profyle)
5. Slippery Shoes (Angie Stone)
6. Blak Iz Blak (Maus Maus)
7. Hollywood (Erykah Badu)
8. Mantan Show Music (The Roots)
9. Dream With No Love (Gerald Levert)
10. Charli (Charli Baltimore)
11. The Light (Common featuring Erykha Badu)
12. Just A Song (Goodie Mob)
13. Burn Hollywood Burn (The Roots, Chuch D, Zack De La Rocha)
14. In My Head (India.Arie)
15. Shadowland (Bruce Hornsby)
16. (I Wish I Was in) Dixie's Land
17. My Mammy (Al Jolson)

## Collegamenti ad altre pellicole
- I film che appaiono nel finale sono: La nascita di una nazione, diretto da David Wark Griffith nel 1915, Il cantante di jazz, diretto da Alan Crosland nel 1927, Via col vento, diretto da Victor Fleming nel 1939, La taverna dell'allegria, diretto da Mark Sandrich nel 1942.
- L'idea di realizzare uno spettacolo senza speranze, ma che dato il basso livello generale diventa un gran successo rimanda a Per favore, non toccate le vecchiette, diretto da Mel Brooks nel 1968.